# Ethnikós Le Pirée
Pour la section water-polo, voir Ethnikós (water-polo).
Maillots
Le Ethnikós Le Pirée (en grec moderne : Εθνικός Πειραιώς), plus couramment abrégé en Ethnikós Le Pirée, est un amateur club grec de football fondé en 1923 et basé au Pirée, près d'Athènes.
Il dispute actuellement la Gamma Ethniki, le championnat de Grèce de troisième division.
Le club est la section football du club omnisports du même nom (qui possède aussi un club réputé de water-polo).

## Histoire

### Fondation du club
En 1923, le club de football Athletic et Football Club du Pirée (grec moderne : Αθλητικός και Ποδοσφαιρικός Σύλλογος Πειραιώς), basé au Pirée et vainqueur du championnat de la région du Pirée est scindé en deux entités,.
De cette rupture, un groupe, emmené par Giorgos Chatziandreou, les frères Kostas et Dimitris Ferlemis et Christos Peppas, forme en 1924 l'Omilos Filathlon Piraeus - Faliro (grec moderne : Όμιλος Φιλάθλων Πειραιώς - Φαλήρου), ce qui signifie Club des supporters du Pirée et Faliro, et changent ensuite le nom en Ethnikos OFPF en 1925,. L'autre groupe, emmené par Yiannis Andrianopoulos et ses cinq frères, forme le club qui deviendra par la suite l'Olympiakos Le Pirée en 1925.
L'Ethnikos OFPF, souvent appelé Ethnikos le Pirée, est une association omnisports avec des équipes de football, water-polo, volleyball et basket-ball.
Les plus grandes équipes, en termes d'histoire et de palmarès, sont celle de football et celle de water-polo, bien que le football soit, de loin, le sport le plus populaire en Grèce.

### Le championnat panhellénique
Avant la saison 1959-1960, le championnat se déroulait d'abord sous forme de championnats régionaux (Athènes, Le Pirée, Thessalonique ainsi que les championnats inter-régionaux Nord et Sud). Ensuite, les meilleures équipes de chaque région se qualifiaient pour le Championnat panhellénique. Il est arrivé que, durant quelques saisons de championnat d'avant-guerre, une finale soit disputée entre deux champions régionaux, mais généralement, ce championnat national était disputé sous forme d'une poule unique, avec au moins trois équipes.

#### Entre 1920 et 1940
L'Ethnikós a été champion régional du Pirée en 1927-1928, mais a perdu le championnat national contre l'Aris Salonique. La saison suivante, Ethnikós a de nouveau remporté le titre régional, mais le championnat panhellénique n'a pas été disputé.
En 1932-1933, Ethnikos a remporté la Coupe de Grèce, le seul titre majeur du club. Ethnikós a éliminé Apollon Athènes en quarts de finale et le grand rival Olympiakos en demi-finale avant de remporter la finale face à l'Aris Salonique. Ethnikós et Aris ont d'abord fait un match nul 2-2 à Thessalonique avant qu'Ethnikós ne gagne le match d'appui 2-1 et ne remporte la Coupe.
En 1934-1935, Ethnikós a une nouvelle fois gagné le championnat régional du Pirée, ainsi que le championnat interrégional Sud, alors que l'Aris Salonique a remporté le championnat interrégional Nord. Pour une raison inconnue, on a interdit à Ethnikós et Aris de se rencontrer pour la finale du championnat national.
Ethnikós a gagné le championnat du Pirée en 1938-1939, mais a ensuite perdu le championnat interrégional Sud de 2 points, ratant l'occasion de disputer le championnat national.
Ethnikós a atteint les demi-finales de la Coupe de Grèce en 1938-1939 et 1939-1940, mais a perdu respectivement contre le PAOK Salonique et le Panathinaïkos.

#### Années 1950
Les formations de la fin des années 1950 sont considérées par beaucoup comme étant les plus grandes équipes de l'Ethnikós.
En 1955-1956, Ethnikós a fini le championnat national à la 2e place, à un point seulement du champion, l'Olympiakos.
En 1956-1957, un scandale a privé Ethnikos du titre national. À 4 matchs du terme, Ethnikos était leader avec 4 points d'avance, avec comme prochain adversaire l'Olympiakos, qu'Ethnikos avait déjà battu plus tôt dans la saison. Cependant, avant le match contre l'Olympiakos, Ethnikos a été disqualifié du championnat, étant accusé de professionnalisme et soupçonné d'avoir été en contact avec les vedettes hongroises Ferenc Puskás et Sándor Kocsis, bien que cela n'ait jamais été prouvé. Ethnikos a été pénalisé de 4 points et n'a pas été autorisé à disputer les 4 derniers matchs de la saison, ce qui a permis à l'Olympiakos de remporter le championnat.

### L'Alpha Ethniki
À partir de la saison 1959-1960, le championnat grec a été transformé pour prendre la forme actuelle et la première division prend le nom Alpha Ethniki (souvent noté A' Ethniki).  Depuis 1959-1960, Ethnikos est 8eex-aequo ne terme de nombre de saisons au sein de l'élite avec 36 participations, à égalité avec OFI Crete et Apollon Smyrnis. Devant eux se trouvent les clubs plus puissants comme l'Olympiakos, le Panathinaïkos, l'AEK Athènes et le PAOK Salonique (ces quatre clubs n'ont jamais connu la relégation depuis la création de l'A' Ethniki) mais aussi Iraklis Salonique, l'Aris Salonique et Panionios. (En 2006-2007, l'A' Ethniki a pris le nom de Super League mais son format est resté identique.)

#### Années 1960
Durant les années 1960, le meilleur classement d'Ethnikos a été une 5e place en 1962-1963 et 6e en 1960-1961 et 1967-1968.  De 1960-1961 à 1968-1969, Ethnikos n'a cependant jamais terminé en dessous de la 10e place.
Ethnikos a atteint les demi-finales de la Coupe de Grèce par deux fois dans les années 1960.  En 1967-1968, Ethnikos perd face au Panathinaïkos. La saison suivante, ils ratent de peu l'accession en finale puisqu'après avoir sorti le PAOK 5-4 en quarts, ils butent sur l'Olympiakos en demi-finales (défaite 4-3 après prolongations).

#### Années 1970
En 1974-1975, Ethnikos réussit sa meilleure performance de l'ère moderne. Cette saison-là, Ethnikos a remporté le titre (honorifique) de champion d'hiver, sans avoir concédé la moindre défaite durant la première moitié de la saison, mais n'a pas pu garder cette cadence par la suite. Le club a terminé la saison à la 4e place, un point derrière le PAOK Salonique, dernier qualifié pour la Coupe UEFA, alors que c'est l'Olympiakos qui remporta le championnat.
Bien qu'il n'arriva plus à reproduire une telle performance en championnat, Ethnikos a toujours été compétitif durant les années 1970, en se classant toujours dans les 10 premiers en fin de saison.
Le club a eu dans son effectif le meilleur buteur du championnat à 2 reprises : en 1974-1975, l'Uruguayen Roberto Calcadera a remporté le titre avec 20 réalisations, à égalité avec le joueur du Panathinaïkos, Antonis Antoniadis et en 1976-1977, Thanassis Intzoglou finit meilleur buteur avec 22 buts.
En Coupe, les 2 meilleures campagnes de l'Ethnikos dans les années 1970 ont été stoppées par le PAOK.  En 1972-73, Ethnikos est éliminé en demi-finales sur le score de 3 buts à 2 et en 1976-1977, le PAOK l'élimina dès les quarts de finale.

#### Années 1980
L'Ethnikos a achevé 2 saisons à la 7e place, en 1979-1980 et 1980-1981 mais l'équipe n'a pas réussi à obtenir de meilleurs résultats par la suite.
En 1984 et 1986, le club atteint les quarts de finale de la Coupe de Grèce, et se fait éliminer respectivement par le Panathinaïkos et l'éternel rival, l'Olympiakos.
Durant la saison 1986-1987, Ethnikos termine le championnat à une décevante 10e place, mais en ayant réussi une de leurs plus belles performances, en allant gagner sur le terrain du Panathinaïkos sur le score de 6 buts à 3.
En 1987-1988, Ethnikos a présenté sa dernière véritable équipe compétitive. Cette année-là, le club a tenté d'accrocher une place pour la coupe UEFA mais a finalement échoué et fini à la 7e place. Résultat suffisant (pour les supporters surtout), puisque l'Olympiakos se classe à la 8e place.
Lors de la saison 1988-1989, Ethnikos réussit un très bon parcours en Coupe, en atteignant les demi-finales, battu par le Panathinaikos. La saison suivante, les résultats ne suivent plus en championnat : le club ne parvient pas à se maintenir et est relégué en Beta Ethniki pour la première fois de son histoire.

### Beta Ethniki

#### Années 1990
Après la relégation en Beta Ethniki en 1990, une première dans l'histoire du club, Ethnikos le Pirée a fait l'ascenseur entre Alpha et Beta Ethniki, tout au long des années 1990, sans réussir à se stabiliser. Cependant, depuis la saison 1998-1999 et une dernière place en Alpha Ethniki synonyme de relégation, Ethnikos n'a plus jamais réussi à revenir au sein de l'élite grecque.
Les équipes présentées par l'Ethnikos durant cette période comprennent plusieurs jeunes, qui quitteront le club pour devenir des  joueurs majeurs, tels que Michalis Kapsis, Yannis Anastasiou et Andreas Niniadis.

#### Années 2000
Après la saison 1999-2000, Ethnikos est relégué en troisième division, la Gamma Ethniki, une première. La période la plus sombre du club est la relégation à la fin de la saison 2002-2003 en Delta Ethniki. Il n'y restera qu'une seule saison.
Durant l'été 2004, Ethnikos fusionne avec le club d'AO Mani. Cependant, le logo et les couleurs d'Ethnikos sont conservés et le siège est toujours au Pirée mais le nom est changé en Ethnikos Piraeus - AO Mani. Les supporters d'Ethnikos ont été mécontents à cause du changement de nom, mais le problème est assez vite résolu puisque le club reprend l'appellation d'Ethnikos Piraeus en 2007.
À la fin de la saison 2005-2006, Ethnikos est de nouveau promu en Beta Ethniki, à la dernière limite du dernier match de championnat. En effet, alors que le temps réglementaire était écoulé, un but sur coup franc d'Eduardo Sander Da Silva contre le club de Messiniakos permet à Ethnikos d'obtenir le nul (1-1) et offre au club le point nécessaire pour être promu.
Depuis la saison 2006-2007, Ethnikos a réussi à se maintenir en Beta Ethniki.

## La rivalité avec l'Olympiakos
Depuis que les deux clubs se sont installés dans le paysage footballistique grec dans les années 1920, le rival local traditionnel d'Ethnikos a toujours été l'Olympiakos, un des deux clubs les plus populaires et les plus titrés du sport en Grèce, avec le Panathinaikos,.
Alors qu'une vraie rivalité continue à exister entre Ethnikos et l'Olympiakos en water-polo (Ethnikos est le club le plus titré en Championnat de Grèce de water-polo, devant l'Olympiakos), ce n'est plus le cas en football.
Dans les années 1920 et 1930, Ethnikos et Olympiakos étaient de niveau comparable et ont souvent livré de beaux duels pour la suprématie en championnat régional du Pirée, mais par la suite, Olympiakos est devenu rapidement plus performant et plus compétitif et a commencé à surpasser sportivement Ethnikos.
Durant cette période, l'Olympiakos a pris l'habitude de débaucher les meilleurs joueurs d'Ethnikos, comme les internationaux grecs Philippos Kourantis à la fin des années 1920, Giannis Chelmis dans les années 1930 ou Giannis Ioannou au début des années 1950.
En 1956-1957, l'Olympiakos semble être à l'origine d'un scandale qui a privé Ethnikos du titre national. Alors qu'Ethnikos était en tête du championnat avec 4 points d'avance à 4 journées du terme, avec un derby face aux frères ennemis de l'Olympiakos, le club a été disqualifié de la compétition pour des raisons douteuses (suspicion de professionnalisme après avoir approché Ferenc Puskás et Sándor Kocsis, le football grec est encore amateur dans les années 1950). Cette soudaine élimination du leader de la compétition a permis à l'Olympiakos de finir en tête et de remporter le titre.
En 1973, Ethnikos perd son plus grand joueur, Michalis Kritikopoulos, transféré à l'Olympiakos, un an avant qu'Ethnikos ne réussisse son meilleur résultat au sein de l'Alpha Ethniki; beaucoup de supporters pensent que sans cette perte, l'équipe aurait pu conserver la première place et éviter la baisse de régime observée durant la seconde partie de la saison 1974-75.
L'Olympiakos  est finalement devenu un club dominant en Grèce, après avoir gagné plus de championnats et de Coupe de Grèce que n'importe quel autre club,, et l'Ethnikos n'a plus été capable de rivaliser sportivement avec lui depuis des décennies. Ethnikos n'a plus battu l'Olympiakos en championnat depuis la saison 1985-86 et a toujours terminé derrière l'Olympiakos depuis 1987-88.
Dans les années 1990, alors que l'Olympiakos vivait la plus grande période sportive de son histoire et l'Ethnikos probablement la pire, Ethnikos a vu une partie de ses supporters migrer vers l'Olympiakos.
Une source de conflits récente pour les fans d'Ethnikos concerne le stade Karaiskaki. Ce stade est le terrain traditionnel à la fois de l'Olympiakos et d'Ethnikos, mais seul l'Olympiakos y a rejoué depuis la reconstruction de l'enceinte pour accueillir les Jeux olympiques 2004, Ethnikos jouant désormais au stade Elliniko.

## Bilan sportif

### Palmarès
| Compétitions nationales                                                                          | Compétitions régionales |
| ------------------------------------------------------------------------------------------------ | --- |
| - Coupe de Grèce (1) : - Vainqueur : 1933. - Championnat de Grèce D2 (1) : - Champion : 1990-91. | - Championnat panhellènique : - Vice-champion : 1927-28, 1934-35, 1955-56 et 1958-59. - Championnat régional du Pirée : - Vainqueur : 1927-28, 1928-29, 1933-1934, 1934-35 et 1938-39. - Vice-champion : 1924-25, 1933-34, 1936-37, 1937-38, 1945-46, 1948-49, 1949-50, 1950-51, 1951-52, 1952-53, 1955-56 et 1958-59. |

### Historique du club
Championnat Panhellènique (jusqu'en 1959) :
Légende : Piraeus : Championnat régional - Sud : Championnat interrégional - National : Championnat Panhellènique
| - 1924-1925: Piraeus: 2e - 1925-1926: Piraeus: ? - 1926-1927: Piraeus: ? - 1927-1928: Piraeus: 1er / National: 2e - 1928-1929: Piraeus: 1er - 1929-1930: Piraeus: 2e - 1930-1931: Piraeus: 4e / National: 7e - 1931-1932: National: 4e - 1932-1933: Sud: 4e - 1933-1934: Piraeus: 1er / Sud: 3e - 1934-1935: Piraeus: 1er / Sud: 1er - 1935-1936: National: 6e | - 1936-1937: Piraeus: 2e - 1937-1938: Piraeus: 2e - 1938-1939: Piraeus: 1er / National: 3e - 1939-1940: Sud: 4e - De 1940-1941 à 1944-1945: Pas de championnat - 1945-1946: Piraeus: 2e - 1946-1947: Piraeus: 3e - 1947-1948: Piraeus: 4e | - 1948-1949: Piraeus: 2e - 1949-1950: Piraeus: 2e - 1950-1951: Piraeus: 2e - 1951-1952: Piraeus: 2e - 1952-1953: Piraeus: 2e - 1953-1954: Piraeus: ? - 1954-1955: Piraeus: ? - 1955-1956: Piraeus: 2e / National: 2e - 1956-1957: Piraeus: 3e / National: Disqualifié - 1957-1958: Piraeus: 3e / National: 10e - 1958-1959: Piraeus: 2e / National: 2e |

(Note: le Championnat Panhellènique n'a pas été disputé en 1928-29 et 1934-35, années où l'Ethnikos a remporté le championnat régional)
Depuis 1959 :
| Alpha Ethniki - 1959-1960 : 12e - 1960-1961 : 6e - 1961-1962 : 7e - 1962-1963 : 5e - 1963-1964 : 10e - 1964-1965 : 9e - 1965-1966 : 7e - 1966-1967 : 7e - 1967-1968 : 6e - 1968-1969 : 8e - 1969-1970 : 11e | - 1970-1971 : 8e - 1971-1972 : 8e - 1972-1973 : 6e - 1973-1974 : 10e - 1974-1975 : 4e - 1975-1976 : 7e - 1976-1977 : 8e - 1977-1978 : 7e - 1978-1979 : 8e - 1979-1980 : 7e - 1980-1981 : 7e - 1981-1982 : 13e | - 1982-1983 : 9e - 1983-1984 : 9e - 1984-1985 : 9e - 1985-1986 : 13e - 1986-1987 : 11e - 1987-1988 : 7e - 1988-1989 : 14e - 1989-1990 : 18e Beta Ethniki - 1990-1991 : 1er Alpha Ethniki - 1991-1992 : 18e | Beta Ethniki - 1992-1993 : 9e - 1993-1994 : 3e Alpha Ethniki - 1994-1995 : 13e - 1995-1996 : 18e Beta Ethniki - 1996-1997 : 3e Alpha Ethniki - 1997-1998 : 15e - 1998-1999 : 18e | Beta Ethniki - 1999-2000 : 15e Gamma Ethniki - 2000-2001 : 4e - 2001-2002 : 9e - 2002-2003 : 17e Delta Ethniki - 2003-2004 : 7e Gamma Ethniki - 2004-2005 : 4e - 2005-2006 : 2e | Beta Ethniki - 2006-2007 : 6e - 2007-2008 : 9e - 2008-2009 : 13e - 2009-2010 : 4e - 2010-2011 : 16e Delta Ethniki - 2011-2012 : 10e Championnat régional du Pirée - 2012-2013 : 1er - éliminatoires de promotion : 3e - 2013-2014 : 1er - éliminatoires de promotion : 1er Gamma Ethniki - 2014-2015 : 5e - 2015-2016 : 4e - 2016-2017 : 4e - 2017-2018 : 1e - éliminatoires de promotion : 4e - 2018-2019 : 3e - 2019-2020 : 8e |

Depuis 1959-60 :
- 36 saisons en Alpha Ethniki/Super League (8e rang des clubs)
- 10 saisons en Beta Ethniki (2e division)
- 10 saisons en Gamma Ethniki (3e division)
- 4 saison en Delta Ethniki (4e division)
- 2 saison en Championnat régional du Pirée (5e division)

## Records de matchs et de buts
| Matchs disputés en Alpha Ethniki : - 383 Aggelos Kremmydas - 367 Dimitris Chatziioannoglou - 320 Stelios Nikiforakis - 300 Panagiotis Kottidis - 246 Kostas Moutafis | Buts inscrits en Alpha Ethniki : - 102 Dimitris Chatziioannoglou - 079 Michalis Kritikopoulos - 054 Andreas Antonatos - 054 Panagiotis Kottidis - 036 Kostas Batsinilas - 030 Giorgos Karaїskos - 028 Thanassis Intzoglou - 027 Takis Eleftheriadis - 025 Petros Leventakos - 025 Tasos Mitropoulos | Matchs disputés par un joueur étranger en Alpha Ethniki : - 161 Masengo Ilunga - 067 Daniel Batista - 066 Abid Kovacevic | Buts inscrits par un joueur étranger en Alpha Ethniki : - 027 Roberto Calcadera - 015 Daniel Batista - 012 Masengo Ilunga |

## Personnalités du club

### Présidents
- Dimitris Koulouris /  Panagiotis Koutsopodiotis
- Vasilis Dervos
- Spyros Kotsopoulos

### Entraîneurs
| - Lukas Aurednik (1962 - 1963) - Panos Markovic (1967 - 1968) - Vic Buckingham (1968 - 1969) - Miljan Zeković (1969 - 1970) - Tommy Eggleston (1970 - 1971) - John Mortimore (1971 - 1973) - Vic Buckingham (1973 - 1975) - Konstantinos Tsakos (1975) - Andreas Antonatos (1976) - Amos Mariani (1976 - 1977) - Andreas Antonatos (1977) - Brian Birch (1977 - 1979) - Christos Chatziioannidis (1980) - José Sasía (1980) - Bob Houghton (1980) - Heinz Höher (1980) - Manol Manolov (1980 - 1981) - Manol Manolov (1981) - Nikos Stribelis (1981 - 1982) - Alan Dicks (1982 - 1983) - Velibor Vasović (1983) - Andreas Antonatos (1983) - Kazimierz Gorski (1983 - 1985) - Richie Barker (1985 - 1986) - Walter Skocik (1986) - Pietr Packert (1986 - 1988) - Antonis Georgiadis (1988) - Pietr Packert (1989) - Henk Houwaart (1989 - 1990) - Ioannis Kyrastas (1990 - 1991) | - Walter Skocik (1991) - Andreas Antonatos (1991 - 1992) - Lakis Petropoulos (1992) - Spyros Livathinos (1992 - 1993) - Nenad Starovlah (1994) - Ioannis Kyrastas (1994 - 1995) - Kostas Tsagkalidis (1995) - Jacek Gmoch (1995 - 1996) - Christos Chatziioannidis (1996) - Timo Zahnleiter (1996) - Stathis Aslanoglou (1996) - Giannis Pathiakakis (1997) - Stathis Stathopoulos (1997) - Todor Veselinović (1997 - 1998) - Nikos Alefantos (1998) - Giorgos Ioakeimidis (1998) - Christos Papachristou (1998) - Lysandros Georgamlis (1998) - Howard Kendall (1998 - 1999) - Panagiotis Alexopoulos (1999) - Mario Bonić (1999) - Stathis Stathopoulos (1999) - Christos Tomaras (1999) - Zoran Babović (1999 - 2000) - Panagiotis Alexopoulos (2000) - Dimitris Theofanis (2000 - 2001) - Dimitrios Moutas (2001) - Alvertos Papadakis (2001) - Paris Meidanis (2001) - Akis Zikos (2001) | - Georgios Kostikos (2001 - 2002) - Paris Meidanis (2002) - Dimitrios Seitaridis (2002) - Panagiotis Katsikogiannis (2002) - Dimitrios Seitaridis (2002) - Panagiotis Katsikogiannis (2002 - 2003) - Giannis Gaitatzis (2004) - Christos Eleftheriadis (2004) - Nikos Goulis (2004 - 2006) - Lysandros Georgamlis (2006) - Georgios Drelias (2006) - Nikos Goulis (2007 - 2008) - Nikolaos Topoliatis (2008) - Antonis Manikas (2008) - Eurico Gomes (2008 - 2009) - Michalis Grigoriou (2009 - 2010) - Nikos Goulis (2010) - Markos Dimos (2010) - Savvas Pantelidis (2010 - 2011) - Thalis Tsirimokos (2011) - Savvas Pantelidis (2011) - Dimitris Arnaoutis (2012) - Margaritis Chatzialexis (2012 - 2014) - Efthymios Georgoulis (2014 - 2017) - Nikos Nentidis (2017 - 2018) - Nikos Kourbanas (2018) - Loukas Karadimos (2018 - 2019) - Nikos Goulis (2019) - Dimitrios Terezopoulos (2019) - Murat Seropian (2019 - ) |

### Anciens joueurs
| - Anastasios Mitropoulos - Thanassis Intzoglou - Dimitris Nalitzis - Yannis Anastasiou - Michalis Kapsis - Vassilios Tsiartas | - Roberto Calcadera - Gaston Mobati - Daniel Batista - Foto Strakosha - Joël Epalle - Anton Doboș - Giovanni |